# 布恰市镇
布恰市级市镇（烏克蘭語：Бучанська міська громада）是乌克兰基辅州布恰区的一个市镇，行政中心为布恰市。市镇面积为261.18平方公里，人口数量为55,099人（2020年）。

## 聚居点
该市镇包括一个城市（布恰）、两个镇（巴賓齊、沃爾澤利）和11个村庄：
- 布利斯塔維察
- 布達-巴比內茨卡
- 沃羅尼基夫卡
- 哈夫里利夫卡（烏克蘭語：Гаврилівка (Бучанський район)）
- 茲德維日夫卡
- 盧布揚卡
- 米羅茨凱
- 拉基夫卡
- 錫尼亞克
- 塔拉西夫希納
- 切尔沃内